# Lacroix-Barrez
Lacroix-Barrez är en kommun i departementet Aveyron i regionen Occitanien i södra Frankrike. Kommunen ligger  i kantonen Mur-de-Barrez som ligger i arrondissementet Rodez. År 2022 hade Lacroix-Barrez 531 invånare.

## Befolkningsutveckling
Antalet invånare i kommunen Lacroix-Barrez
Referens: INSEE